# Поиск (модул)
Поиск (на руски: По̀иск) известен още като Малък изследователски модул 2 (МИМ) (Малый исследовательский модуль 2) е отсек за скачване на Международната космическа станция. Първоначално името му е Отсек за скачване 2, а конструкцията му много наподобява тази на Пирс. Поиск е първата голяма руска добавка към Международната космическа станция от 2001 г. насам.

## Скачване
Поиск е скачен с модул Звезда на 12 ноември 2009 г. и ще служи като допълнителен отсек за скачване на космическите кораби Союз и Прогрес и като шлюзова камера за излизания в открития космос. Модулът осигурява и допълнително място за научни експерименти, осигурява още електрически контакти и интерфейс за предаване на информация за два външни научни товара, които ще бъдат разработени от Руската академия на науките.
По-рано през юни 2009 г. са извършени две излизания в открития космос за извършване на подготвителни дейности по бъдещото скачване на Поиск.
На 5 юни 2009 г. е извършена разходка в космоса (EVA-22) от командира на Експедиция 19/20 Генадий Падалка и инженерът Майкъл Барат за инсталиране на две антени Курс, цел за скачване и електрически съединители по външната част на Звезда.
На 10 юни 2009 г. по време на излизане в открития космос (EVA-23) Падалка и Барат заменят плоския люк в предното отделение на Звезда със стандартен конусовиден люк предвиден за скачването на Поиск.
На 14 януари 2010 г. космонавтите Олег Котов и Максим Сураев извършват космическа разходка за да оборудват Поиск за бъдещи скачвания с корабите Союз и Прогрес. Те разпъват антени и поставят цел за скачване, инсталират два парапета и включват новите антени Курс в скачващата верига. Излизането в космоса продължава 5 часа и 44 минути.
На 21 януари 2010 г. новият модул е използван за първи път, когато космонавтите от Експедиция 22 Сураев и Джефри Уилямс преместват космически кораб Союз ТМА-16 от отсека за скачване на модул Звезда към този на Поиск. Космическият кораб е разкачен от Звезда в 10:03 UTC и е отделечен на разстояние 100 крачки от космическата станция. Разкачването е станало, когато станцията е преминавала на около 213 мили от крайбрежието на Югозападна Африка. Повторното скачване става в 10:24 UTC, Сураев запалва двигателите за маневри на Союз за да прелети обратно до станцията и да се изравни с Поиск.

## Конструкция
Модулът е конструиран от Ракетно-космическа корпорация Енергия, водещата компания разработваща и използваща руския сегмент от Международната космическа станция.

## Изстрелване
Поиск е изстрелян на 10 ноември 2009 г. скачен към модифициран кроаб Прогрес наречен Прогрес М-МИМ2 на борда на ракета-носител Союз-У от Площадка 1 на космодрума Байконур в Казахстан. Събитието бележи и 1750-ото изстрелване на ракета Союз в различните ѝ варианти. Около 8 минути след старта Поиск е доведен до ниска инжекционна орбита. По информация от НАСА Поиск е носил около 870 kg оборудване включващо нови скафандри Орлан, живото-поддържащо оборудване, медикаменти и предмети за лична хигиена на екипажа.
Корабът Прогрес осигурява електроенергия и тяга за двудневното пътуване на Поиск до станцията. На 12 ноември Прогрес започва автоматизирано последно сближаване със станцията. В 15:41 UTC Поиск се скачва с модул Звезда. Скачването става, когато МКС е на височина 220 мили и прелита над Казахстан.
Космонавтите Максим Сураев и Роман Романенко първи влизат в новия модул на 13 ноември в 12:17 UTC като отварят люка водещ до Поиск.
Разделянето на космически кораб Прогрес от Поиск става на 8 декември 2009 г. Той е унищожен при обратното си навлизане в земната атмосфера.

## Фалшива аларма за разхерметизиране
Фалшива аларма буди екипажите на совалка Атлантис и МКС в 01:36 UTC часа на 20 ноември 2009 г. и още веднъж в 02:53 UTC на 21 ноември. Погрешна индикация за внезапно разхерметизиране и спадане на налягането води до автоматично спиране на вентилацията в станцията. Това довежда до запрашаване и фалшиво включване на алармата за пушек в модул Кълъмбъс. По-късно наземният контрол на мисията съобщава на командира на Експедия 21 Франк Де Вини, че вероятно фалшивата аларма е задействана в модул Поиск.

## Космически полети до Поиск
В таблицата са представени космическите кораби, които са били скачвани с модул Поиск.
| Космически кораб | Скачване                   | Разкачване                  |
| Союз ТМА-16      | 21 януари 2010 5:24 EST    | 18 март 2010 8:03 UTC       |
| Союз ТМА-18      | 4 април 2010 5:25 UTC      | 25 септември 2010 02:02 UTC |
| Союз ТМА-01М     | 10 октомври 2010 00:01 UTC | 16 март 2011 Планиран       |

## Галерия
- Диаграма на Поиск
- Космонавтите Джефри Уилямс и Максим Сураев инспектиращи модула
- Поиск при сближаването му с МКС